# Stanley Kgatla
Mathafane Stanley Kgatla (ur. 13 września 1982 w Tzaneen) – południowoafrykański piłkarz występujący na pozycji pomocnika.

## Kariera klubowa
Kgatla karierę rozpoczynał w 2002 roku w zespole Winners Park z ligi NFD (II liga). W 2003 roku przeszedł do Silver Stars z PSL. W 2007 roku klub ten zmienił nazwę na Platinum Stars. Przez osiem lat w jego barwach Kgatla rozegrał 2002 spotkania i zdobył 1 bramkę. W 2011 roku odszedł do innego zespołu PSL, AmaZulu FC. W sezonie 2013/2014 grał w Mpumalanga Black Aces, a w latach 2014-2016 w Highlands Park, w którym zakończył karierę.

## Kariera reprezentacyjna
W reprezentacji RPA Kgatla rozegrał 1 spotkanie. Zadebiutował w niej 17 lipca 2005 roku w zremisowanym 1:1 meczu ćwierćfinału Złotego Pucharu CONCACAF z Panamą, przegranym ostatecznie 3:5 po serii rzutów karnych.